# Signalista
Signalista je označení zaměstnance na železnici, který na pokyn výpravčího nebo osoby řídící posun přestavuje výhybky a výkolejky, které jsou umístěny v obvodu příslušného stavědla. Obecně spadá pod původní označení „výhybkář“. Na stavědle je umístěn výhybkářský stavědlový přístroj, který je závislý na řídícím stavědlovém přístroji, umístěném v dopravní kanceláři výpravčího. Prostřednictvím výhybkářského přístroje signalista ovládá výhybky a výkolejky a většinou i seřaďovací a hlavní návěstidla (příp. jejich předvěsti).
Pojem profese signalista se používá zpravidla na elektromechanickém zabezpečovacím zařízení v dopravnách se složitějšími dopravními poměry, či většími vzdálenostmi mezi obslužnými pracovišti, jeho pracoviště se nazývá stavědlo a je označen arabskou číslicí v pořadí od začátku trati ke konci, u ostatních výhybkářů se nazývá stanovištěm a to je označeno římskou číslicí podle stejných pravidel.
Hlavní návěstidla smí signalista obsluhovat jen z příkazu výpravčího, a proto jsou zabezpečovacím zařízením držena v poloze stůj, dokud výpravčí obsluhou řídícího přístroje nenařídí postavení vlakové cesty a příslušné hlavní návěstidlo signalistovi neuvolní. Není-li postavena vlaková cesta, může signalista všechny výhybky a výkolejky volně přestavovat.